# Tanganjika-Goldcichlide
Der Tanganjika-Goldcichlide (Neolamprologus leleupi, Syn.: Lamprologus leleupi), auch Goldbuntbarsch genannt, gehört zur Familie der Buntbarsche (Cichlidae). Seine Heimat ist der Tanganjikasee in Afrika. Sehr häufig wird er mit dem Langgestreckten Tanganjika-Goldcichliden verwechselt.
Neolamprologus leleupi kann auf Grund des sehr ähnlichen Namens leicht mit Neolamprologus leloupi verwechselt werden, die beiden Arten sehen sich allerdings nicht ähnlich.

## Verbreitung und Lebensraum
N. leleupi kommt endemisch im Tanganjikasee vor und bewohnt dort nur das Felslitoral.

## Merkmale

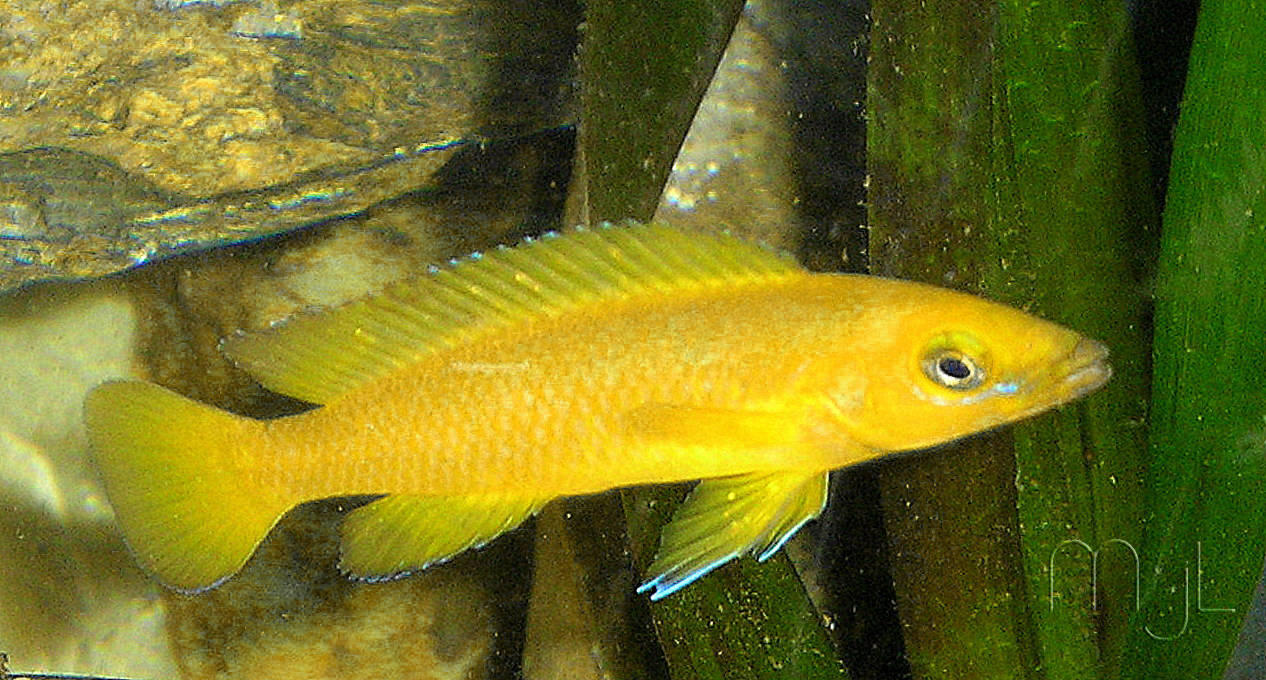
Neolamprologus leleupi

Der Körper von N. leleupi ist langgestreckt mit verhältnismäßig langen Brustflossen, die Flossen (außer den Brustflossen) können einen dunklen oder hellblauen Saum haben. Die Farbe ist ein durchgängig leuchtendes Gelb bis Orange. Im Alter lässt die leuchtende Farbe etwas nach und vor allem um das Maul setzt eine Dunkelfärbung ein. Die Iris und ein schmaler Streifen unter dem Auge schimmern hellblau. Die Geschlechter der Art lassen sich erst im Erwachsenenalter und am Verhalten der Tiere festmachen. Maximal erreichen die Tiere eine Größe von 10 cm. Über dem Auge befindet sich ein gut sichtbarer Knick, der als Unterscheidungsmerkmal zum langgestreckten Tanganjika-Goldcichliden genutzt werden kann, bei dem dieser Knick fehlt.

## Verhalten
N. leleupi lebt in freier Wildbahn in beiden Geschlechtern als nicht revierbesetzender Einzelgänger, streift also solitär durch das Biotop und geht nur zur Fortpflanzung eine temporäre Paarbindung ein und verteidigt dann auch seine Brut (Konings, 2005). Hierdurch unterscheidet sich diese Art von der Mehrzahl der übrigen Neolamprologus-Arten. In der Natur pflanzt sich die Art als Höhlenbrüter fort, im Aquarium laichen die Tiere aber z. T. auch an recht offen liegenden Stellen (z. B. an der Frontscheibe dicht über dem Sediment). In Vorbereitung der Fortpflanzung beginnt das Männchen meist eine Grube zu graben, wobei oft versucht wird, Gegenstände zu unterhöhlen. Bevorzugt werden dabei Stellen, die gut überwacht werden können, z. B. zwischen größeren Steinen und Aquariumwänden. Die Eier werden bevorzugt an der Höhlendecke oder den Wänden abgelegt und vom Weibchen in der Höhle bewacht. Das Männchen schützt das Revier, während das Weibchen durch gleichmäßige Flossenschläge der Brut frisches Wasser zufächelt.
Nach wenigen Tagen schlüpfen die Jungen und bleiben noch einige Wochen unter der Obhut des Weibchens. Die Aufzucht ist problemlos. Um der Paarungswilligkeit des Weibchens etwas nachzuhelfen, hat sich ein mehrfacher Wasserwechsel von ca. 20 % des Beckeninhaltes bewährt. Außerdem kann man die Wassertemperatur um 2–3 °C für einige Tage absenken, um sie dann wieder auf Normaltemperatur zu bringen.

## Haltung
In der Regel wird empfohlen, auch in größeren Becken nur ein Paar dieser Art zu pflegen (Konings, 2005). Aufgrund der einzelgängerischen Lebensweise kommt es häufig zu Auseinandersetzungen zwischen männlichen Tieren, z. T. aber auch zwischen den Geschlechtern, oder aber auch zwischen weiblichen Tieren. Es sollte auf viele Höhlen und Versteckmöglichkeiten geachtet werden, um vor allem auch Jungfischen genügend Zuflucht zu geben. Durch die intensiven Grabetätigkeiten der Männchen während des Höhlenbaus können Steinkonstruktionen im Aquarium einstürzen. Beim Futter ist N. leleupi nicht sehr wählerisch und nimmt fast jedes Trocken-, Frost- oder Lebendfutter an.

## Verwechslungsgefahr
Früher wurde der Tanganjika-Goldcichlide in die drei Unterarten Neolamprologus leleupi leleupi, N. leleupi melas sowie N. leleupi longior unterteilt. N. leleupi longior wird mittlerweile als eigene Art mit dem Namen N. longior (Langgestreckter Tanganjika-Goldcichlide) angesehen, trotzdem wird er im Aquaristikhandel oft als N. leleupi angeboten. N. leleupi melas wird jetzt nur noch als Farbvariante von N. leleupi angesehen, nicht mehr als eigene Unterart.